# Scottish National League
Die Scottish National League ist eine Eishockey-Liga in Schottland und wird von der Scottish Ice Hockey organisiert. Sie stellt im britischen Eishockey die dritte Spielklasse unterhalb der Elite Ice Hockey League und National Ice Hockey League dar und gilt als Amateurspielklasse.
Die Liga trägt ihren heutigen Namen seit der Saison 2000/01. Zuvor hieß sie Scottish League.

## Modus
An der Liga nehmen Mannschaften aus Schottland teil. An einigen Spielzeiten beteiligten sich auch eine Mannschaft aus Nordirland (Region Belfast) und eine Schottische Nachwuchsauswahl am Wettbewerb.

## Teilnehmer

### Karte
| Aberdeen |

| Dundee |

| Edinburgh |

| Kilmarnock |

| Kirkcaldy |

| Elgin |

| Stevenston |

| Renfrew |

| Dumfries |

## Medaillenspiegel
Bezieht bislang nur die Saisons 1998/99 bis 2017/18 ein.
| Mannschaft – Erfolge                                  | Goldmedaille | Silbermedaille | Bronzemedaille | Play-Off- Halbfinalist |
| Dundee Comets Dundee Stars (bis 2006/07), Camperdown  | 7            | 6              | 1              | 2                      |
| Kirkcaldy Kestrels Fife Flyers (bis 2006/07)          | 4            | 1              | 2              | 2                      |
| Edinburgh Capitals SNL Murrayfield Racers             | 3            | 1              | 5              | 2                      |
| Solway Sharks Dumfries                                | 2            | 3              |                |                        |
| Dundee Tigers                                         | 1            | 1              | 1              |                        |
| Aberdeen Lynx                                         | 1            |                | 1              | 2                      |
| Kilmarnock Storm                                      | 1            |                | 2              |                        |
| Scottish Warriors Schottische U-20-Nationalmannschaft | 1            |                |                |                        |
| Paisley Pirates                                       |              | 5              | 1              | 4                      |
| North Ayrshire Wild Ayr Centrum                       |              | 2              | 1              |                        |
| Glasgow                                               |              | 1              |                |                        |
| Gesamt                                                | 20           | 20             | 14             | 12                     |